# Kristof D'haene
Kristof D'Haene (Kortrijk, 6 juni 1990) is een Belgisch voormalig voetballer. Zijn positie was linkerflankverdediger of -middenvelder. Van 2010 tot 2023 speelde hij in de Belgische eerste klasse achtereenvolgens vijf seizoenen voor Cercle Brugge en acht seizoenen voor KV Kortrijk.

## Clubcarrière

### Cercle Brugge
D'haene startte in 1997 z'n carrière bij KOG Stasegem. Via de jeugd van KRC Harelbeke en Excelsior Moeskroen raakte hij bij de beloften van Club Brugge. Hij wilde naar de A-kern van blauw-zwart, maar wanneer dit onmogelijk werd verhuisde hij in de zomer van 2010 naar buur Cercle Brugge.
Z'n debuut voor Cercle maakte hij in de Europa League-wedstrijd tegen FC TPS Turku op 22 juli 2010. Hij viel in de 78e minuut in voor Frederik Boi. Z'n eerste competitiewedstrijd was op 1 augustus 2010 tegen Sporting Charleroi, waar hij na 65 minuten inviel voor Reynaldo.

### KV Kortrijk
Nadat Cercle in het seizoen 2014/15 uit de hoogste afdeling degradeerde, tekende D'haene een contract bij eersteklasser KV Kortrijk. Hij groeide er met verloop van tijd uit tot de vaste linksachter van de club en werd er zeer populair bij de supporters van KV Kortrijk. Op 17 augustus 2019 scoorde hij een schitterend doelpunt in de thuiswedstrijd tegen RSC Anderlecht, mede door deze goal behaalde Kortrijk een knappe 4-2-overwinning tegen de Brusselse topclub. Op 10 april 2020 verlengde D'haene zijn contract bij Kortrijk tot de zomer van 2024.
Begin november 2020 liep hij een zware heupblessure op, waardoor een operatie onafwendbaar was. Het kostte hem een groot deel van het seizoen. Pas op de slotspeeldag van de reguliere competitie maakte hij zijn wederoptreden: in de thuiswedstrijd tegen KV Mechelen (1-4-verlies) mocht hij in de 80e minuut invallen voor Petar Golubović. Enkele maanden later werd hij de nieuwe aanvoerder van KV Kortrijk.
Op 12 januari 2023 maakte D'Haene met een filmpje op de sociale media van KV Kortrijk bekend dat hij na het einde van het seizoen 2022/2023 stopt met voetballen. Na acht seizoenen bij Kortrijk had het clubicoon beslist te stoppen met voetballen omwille van een aanhoudende heupblessure. Op 23 april 2023 scoorde hij in zijn afscheidsmatch tegen Union Sint-Gillis.

## Clubstatistieken
| Seizoen | Club          | Land            | Competitie         | Competitie | Competitie | Beker | Beker | Europees | Europees | Totaal | Totaal |
| Seizoen | Club          | Land            | Competitie         | Wed.       | Dlp.       | Wed.  | Dlp.  | Wed.     | Dlp.     | Wed.   | Dlp.   |
| ------- | ------------- | --------------- | ------------------ | ---------- | ---------- | ----- | ----- | -------- | -------- | ------ | ------ |
| 2010/11 | Cercle Brugge | Vlag van België | Jupiler Pro League | 30         | 3          | 5     | 2     | 3        | 0        | 38     | 5      |
| 2011/12 | Cercle Brugge | Vlag van België | Jupiler Pro League | 28         | 3          | 2     | 0     | —        | —        | 30     | 3      |
| 2012/13 | Cercle Brugge | Vlag van België | Jupiler Pro League | 32         | 0          | 6     | 1     | —        | —        | 38     | 1      |
| 2013/14 | Cercle Brugge | Vlag van België | Jupiler Pro League | 32         | 1          | 3     | 0     | —        | —        | 35     | 1      |
| 2014/15 | Cercle Brugge | Vlag van België | Jupiler Pro League | 30         | 3          | 6     | 1     | —        | —        | 36     | 4      |
| 2015/16 | KV Kortrijk   | Vlag van België | Jupiler Pro League | 24         | 2          | 3     | 0     | —        | —        | 27     | 2      |
| 2016/17 | KV Kortrijk   | Vlag van België | Jupiler Pro League | 29         | 0          | 3     | 0     | —        | —        | 32     | 0      |
| 2017/18 | KV Kortrijk   | Vlag van België | Jupiler Pro League | 35         | 1          | 4     | 0     | —        | —        | 39     | 1      |
| 2018/19 | KV Kortrijk   | Vlag van België | Jupiler Pro League | 38         | 3          | 3     | 0     | —        | —        | 41     | 3      |
| 2019/20 | KV Kortrijk   | Vlag van België | Jupiler Pro League | 29         | 1          | 4     | 0     | —        | —        | 33     | 1      |
| 2020/21 | KV Kortrijk   | Vlag van België | Jupiler Pro League | 8          | 0          | 0     | 0     | —        | —        | 8      | 0      |
| 2021/22 | KV Kortrijk   | Vlag van België | Jupiler Pro League | 28         | 3          | 3     | 0     | —        | —        | 31     | 3      |
| 2022/23 | KV Kortrijk   | Vlag van België | Jupiler Pro League | 29         | 1          | 1     | 0     | —        | —        | 30     | 1      |
| Totaal  | Totaal        | Totaal          | Totaal             | 372        | 21         | 43    | 4     | 3        | 0        | 418    | 25     |

Bijgewerkt op 28 april 2023.